# Arie Ben Menachem
Arie Ben Menachem (hebr. אריה בן-מנחם), ur. jako Arie Princ (hebr. אריה פרינץ), także Arie Printz (ur. 12 kwietnia 1922 w Łodzi, zm. 19 lipca 2006 w Ramat ha-Szaron) – polsko-żydowski fotograf i tłumacz.

## Życiorys
Arie Ben Menachem urodził się w Łodzi jako Arie Princ. Był synem Menachema Princa oraz Hindy z domu Kopel. W młodości uczył się w Żydowska Szkole Rzemieślniczej „Talmud Tora” przy ul. Pomorskiej w Łodzi i mieszkał przy ul. Narutowicza. Po rozpoczęciu okupacji niemieckiej w Łodzi, został wysiedlony do w Litzmannstadt Ghetto, gdzie zamieszkał z rodzicami przy ul. Insel (obecnie ul. Zawiszy Czarnego) i pracował w wydziale statystycznym Judenratu oraz działał w syjonistycznym froncie młodzieżowym „Hazit Dor Bnei Midbar” (Front Pokolenia Synów Pustyni) oraz redaktorem gazety „Kol Ha’hazit” (Głos Frontu). Ponadto współpracował z Mendlem Grossmanem, przy fotografowaniu oraz wywoływaniu i kolportowaniu zdjęć. Podczas Wielkiej Szpery Grossman został zobligowany przez władze niemieckie do sfotografowania zwłok Żydów zamordowanych na ulicach w celach identyfikacyjnych – Menachem pomagał mu w tym numerując kartony, do których pakowano zwłoki. W 1943 utworzył własny album fotograficzny z kolażami, wykorzystując zdjęcia Grossmana i opatrując karty albumu ironicznym komentarzem, w celu pokazania okrucieństwa panującego w getcie. Opisywał w nim głód, biedę oraz wywózki ludności.
W 1944 Menachema wraz z rodziną oraz albumem wywieziono do obozu koncentracyjnego Auschwitz-Birkenau, gdzie album został mu odebrany i dzięki działaniom w podziemiu miał znaleźć się w Krakowie. Po przyjeździe do Auschwitz zamordowano matkę Menachema – Hindę. Arie Bena Menachema wraz z ojcem przewieziono następnie do Groß-Rosen i do obozu Flossenburg, gdzie w trakcie marszu śmierci zginął ojciec Menachema. On sam przeżył, uratowany przez armię amerykańską i po kilkumiesięcznym pobycie w szpitalu w 1945 przez Włochy przedostał się do Palestyny, gdzie zamieszkał w kibucu Bet Sze’an, zmienił nazwisko z Princ na Menachem, w celu upamiętnienia swojego ojca oraz ze względu na fakt, iż jeden z esesmanów w obozie Flossenburg miał psa, który wabił się Princ, a także ożenił się z poznaną w getcie Ewą Bialer. Para następnie w 1947 przeniosła się do kibucu Niccanim. W 1948 wojska egipskie zaatakowały Izrael docierając do Niccanim. Mężczyźni uczestniczyli w obronie kibucu, kobiety i dzieci zaś zostały ewakuowane. Egipcjanie zdobyli kibuc, a Menachem dostał się do niewoli egipskiej, w której spędził 8 miesięcy. W międzyczasie w 1946 został opublikowany album Menachema przez Centralną Żydowską Komisję Historyczną, pomimo tego oryginał albumu nie został odnaleziony. Po wyzwoleniu z niewoli Menachem zajął się dokumentowaniem dziejów getta łódzkiego, zajmował się tłumaczeniem „Kroniki Getta Łódzkiego” na język hebrajski oraz współpracował przy wydaniu „Encyklopedii Sprawiedliwych Wśród Narodów Świata” przez Yad Vashem. Był również zaangażowany we współpracę z Okręgową Komisją Badania Zbrodni przeciwko Narodowi Polskiemu i był członkiem Związku Łodzian w Izraelu z siedzibą Tel Awiwie. Należał do znawców dziejów getta w Łodzi, posiadając obszerne zbiory biblioteczne na temat Litzmannstadt Getto i na temat Holokaustu.

## Tłumaczenia
- „Kronika Getta Łódzkiego” (po hebrajsku, wraz z Josephem Raabem, 1986),
- Pisma Józef Zelkowicza (1995)[3][2]